# Limnophila obscura
Limnophila obscura är en tvåvingeart som beskrevs av Riedel 1914. Limnophila obscura ingår i släktet Limnophila och familjen småharkrankar.
Artens utbredningsområde är Kenya. Inga underarter finns listade i Catalogue of Life.